# Эстляндский 8-й пехотный полк
8-й пехотный Эстляндский полк — пехотная воинская часть Русской императорской армии. С 1819 г. входил состав 2-й бригады 2-й пехотной дивизии (с 1913 г. — в XXIII-м армейском корпусе).
- Старшинство — 17 января 1811 г.
- Полковой праздник — 6 декабря.

## Места дислокации
- 1820 — Вольмар, затем — Рига[1].
- 1837 — Лида
- 1840 — Варшава
- 1849 — Сувалки
- 1861 — Лида
- 1866 — Казань
- 1872 — Алатырь
- 1878 — Орёл
- 1885 — Казань
- 1892 — Брест-Литовск
- 1907 — Брест-Литовск
- 1911-1914 — штаб фельдмаршала Гурко, близ станции Яблонна.

## История

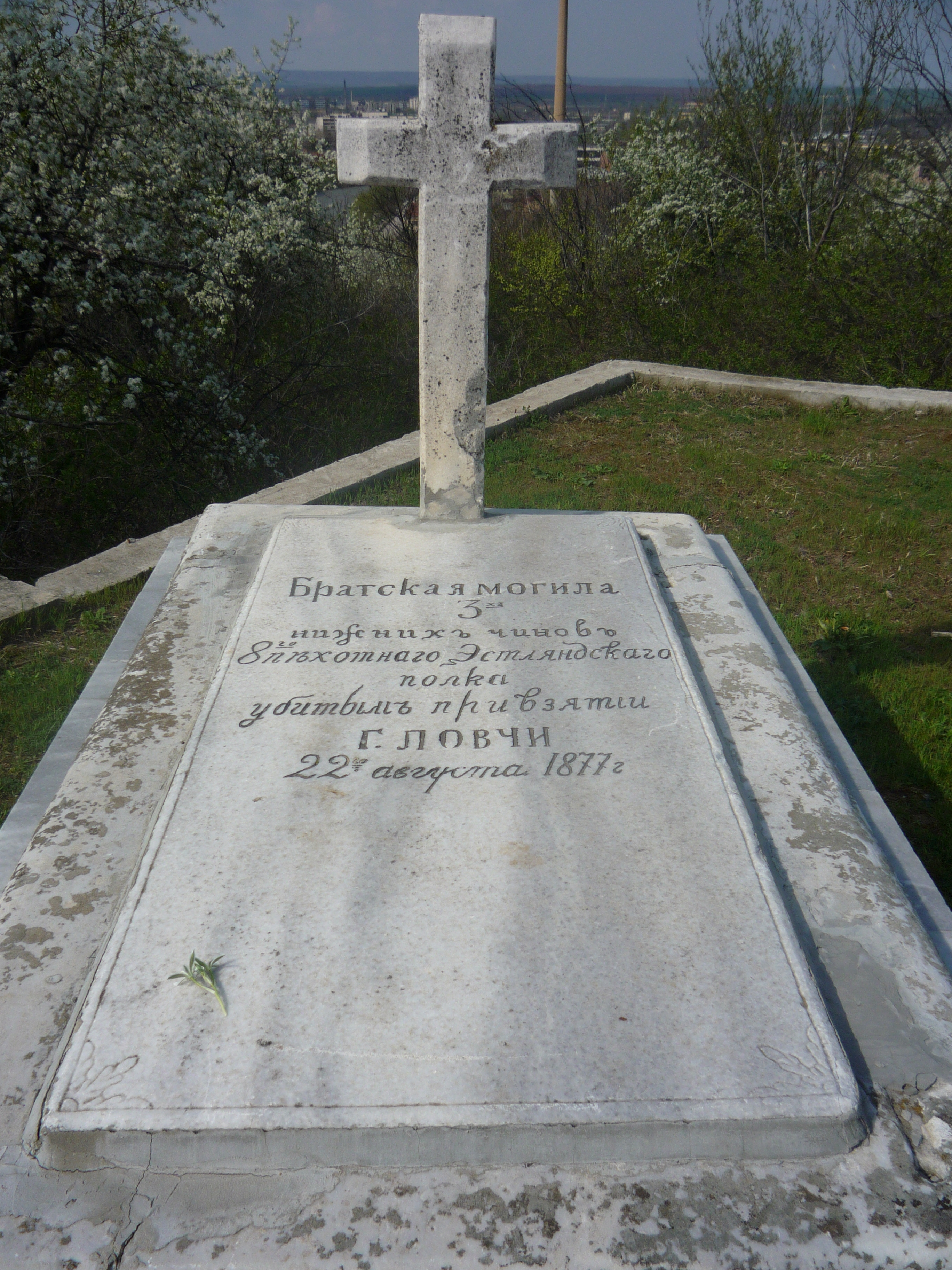
Братская могила трёх нижних чинов 8-го Эстляндского полка в г. Ловеч, Болгария, погибших 22 августа 1877 года при освобождении города.

- 17 января 1811 — Сформирован в Ревеле из 6 рот Ревельского гарнизонного полка, 3 рот Перновского и 3 рот Нарвского гарнизонных батальонов. Получил старшинство от Ревельского гарнизонного полка.
- 1812 — в ходе Отечественной войны полк, будучи в составе 1-го пехотного корпуса ген. П. Х. Витгенштейна, участвовал в боевых действиях при Боярщине и Головщине (см. сражение под Клястицами), в обоих сражениях под Полоцком, при Чашниках, под Смолянами.
- 1813 — 1814 — в ходе Заграничного похода русской армии полк в 1813 г. принял участие в осаде Данцига, Кюстрина, Шпандау, в битвах при Лютцене и Бауцене, сражениях под Дрезденом, Кульмом и Лейпцигом. В 1814 г. полк понес большие потери в бою при Мормане. Остатки полка участвовали во взятии Парижа.
- 1831 — полк участвовал в боях с польскими инсургентами, в частности, в первом сражении под Вавром и в сражении при Грохове.
- 28 января 1833 — с присоединенным 4-м Егерским полком переименован в Эстляндский егерский.
- 1854 — 1855 — в период Крымской войны полк в составе Балтийского корпуса участвовал в охране побережья Прибалтики.
- 17 апреля 1856 — Эстляндский пехотный полк.
- 25 марта 1864 — 8-й пехотный Эстляндский полк.
- 1877 — 1878 — в ходе русской-турецкой войны полк в составе своей 2-й пехотной дивизии принимал участие во взятии Ловчи и в осаде Плевны, где понес большие потери.
- 1905 — 1907 — в период революции 1905 года полк участвовал в подавлении революционных волнений и других беспорядков в Самарской губернии.

## Шеф полка
- 17.01.1811 — 01.09.1814 — генерал-майор (с 20.07.1814 генерал-лейтенант) Гельфрейх, Богдан Борисович

## Командиры полка
- 08.11.1811 — 30.04.1814[2] — подполковник (с 18.10.1812 полковник) Ульрих, Карл Григорьевич
- 30.04.1814 — 05.08.1818 — подполковник (с 01.06.1815 полковник) Бек, Николай Иванович
- 05.08.1818 — 02.10.1827 — полковник Тишевский, Игнатий Иванович
- 13.11.1827 — 12.05.1830 — полковник Щепин, Пётр Васильевич
- 12.05.1830 — 20.10.1830 — полковник Шульц 4-й
- 21.12.1830 — 24.05.1833 — полковник Мисевский, Пётр Лаврентьевич
- 24.05.1833 — 10.09.1835 — полковник Карлович, Антон Михайлович
- 03.10.1835 — 23.12.1836 — полковник (с 06.12.1836 генерал-майор) Квицинский, Онуфрий Александрович
- 23.01.1837 — 26.07.1839 — полковник Федорцов-Малыш, Никита Васильевич
- 26.07.1839 — 02.05.1846 — полковник (с 25.06.1845 генерал-майор) Чаплыгин, Яков Васильевич
- 02.05.1846 — 18.11.1852 — полковник (с 30.03.1852 генерал-майор) Тихменев, Алексей Алексеевич
- 18.11.1852 — 24.02.1859 — полковник Райзер, Николай Вильгельмович
- 02.03.1859 — 30.03.1862 — полковник Клауди, Пётр Петрович
- 30.03.1862 — 09.01.1868 — полковник Жуков, Даниил Ефимович
- 09.01.1868 — 17.03.1872 — полковник Никушкин, Павел Никифорович
- 17.03.1872 — 23.02.1877 — полковник Тизенгаузен, Алексей Оттович
- 23.02.1877 — 24.09.1877 — полковник Головин, Василий Михайлович
- 24.09.1877 — 09.03.1885 — полковник Карасс, Иван Александрович
- 10.03.1885 — 13.06.1891 — полковник Дудицкий-Лишин, Вячеслав Михайлович
- 02.07.1891 — 14.12.1897 — полковник Зейдлиц, Альфред Александрович
- 21.01.1898 — 20.02.1898 — полковник Герасименко, Евстафий Фёдорович
- 10.03.1898 — 31.10.1899 — полковник Дмитриев, Михаил Иванович
- 31.10.1899 — 23.10.1904 — полковник Брохоцкий, Антон Фердинандович
- 12.11.1904 — 09.07.1910 — полковник (с 09.03.1908 генерал-майор) Мачуговский, Николай Иванович
- 28.07.1910 — 24.02.1911 — полковник Братчиков. Николай Матвеевич
- 24.02.1911 — 03.06.1911 — полковник Корнилов, Лавр Георгиевич
- 03.07.1911 — 16.10.1914 — полковник Раупах, Герман Максимилианович
- 19.11.1914 — 19.04.1915 — полковник Гвайта, Николай Иванович
- 19.04.1915 — 13.03.1917 — полковник Шаншиев, Николай Александрович
- 31.03.1917 — 21.09.1917 — полковник Оношко, Григорий Иванович
- 02.10.1917 — 01.03.1918 — полковник Козловский, Александр Александрович

## Боевые отличия
- Георгиевское знамя за турецкую войну 1877-78 гг.
- Поход за военное отличие в сражениях при Лейпциге 4 октября 1813 г.

## Знамя полка
- 1911 19.2 Знамя Георгиевское юбилейное обр.1900. Кайма темно-зеленая. Навершие М1868 (Г.Арм.). Древко чёрное. «За отличіе въ Турецкую войну 1877 и 1878 годовъ» (на отр. Георг. ленты) «1711-1811-1911». Спас Нерукотворный. Александр.юб.лента «1911 года» «1711 г. Ревельскаго гарнизона Ревельскій, Эстляндскій и Дерптскій полки». Полк избежал разгрома в августе 1914 г. и вынес своё знамя. Дальнейшая судьба неизвестна.

## Известные люди, служившие в полку
- Гельфрейх, Богдан Борисович (шеф полка в 1811)
- Корнилов, Лавр Георгиевич (командир в 1911)
- Тихомиров, Николай Иванович (с 1874 по 1897)

## Галерии памятники Болгарии

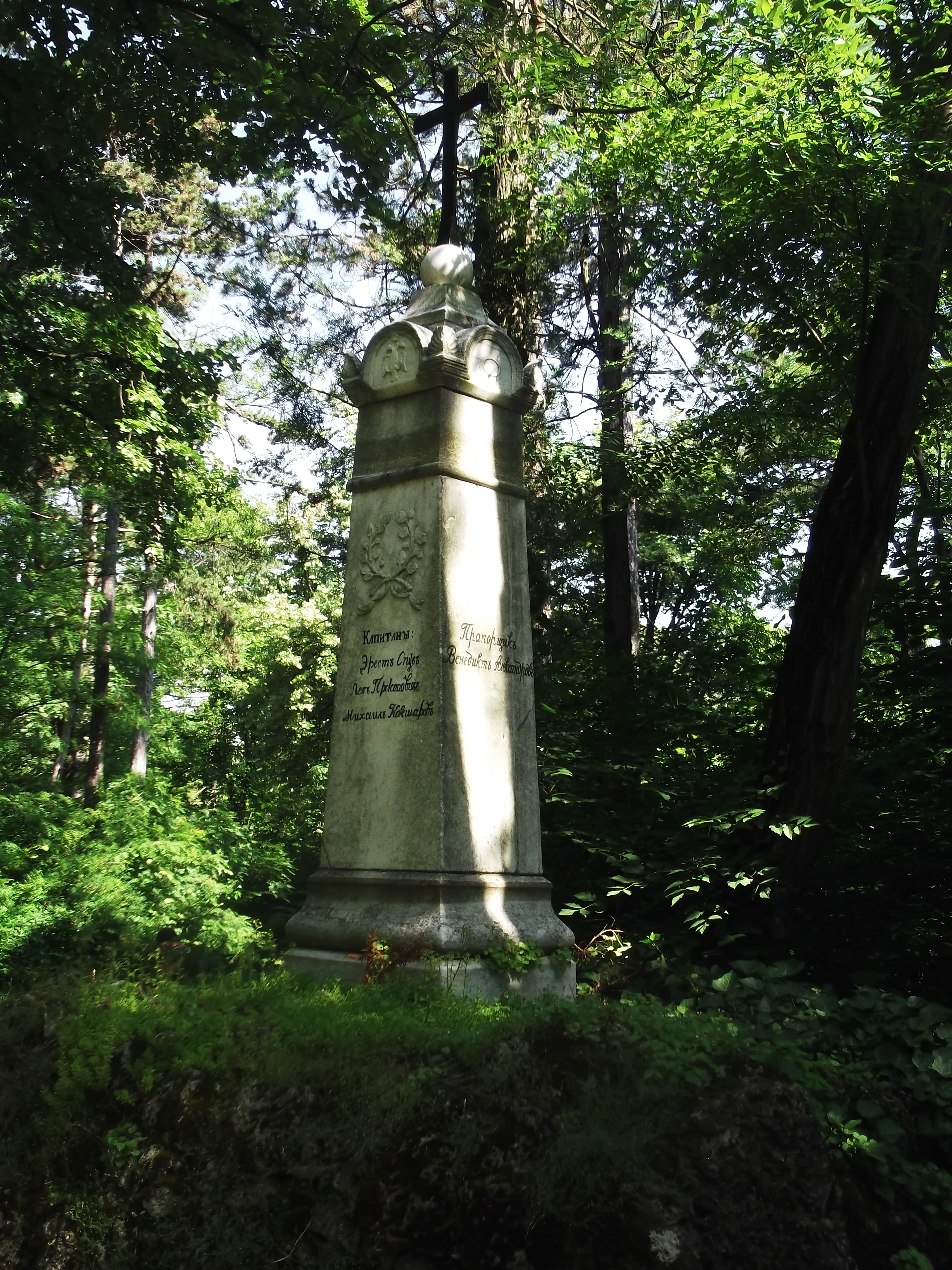
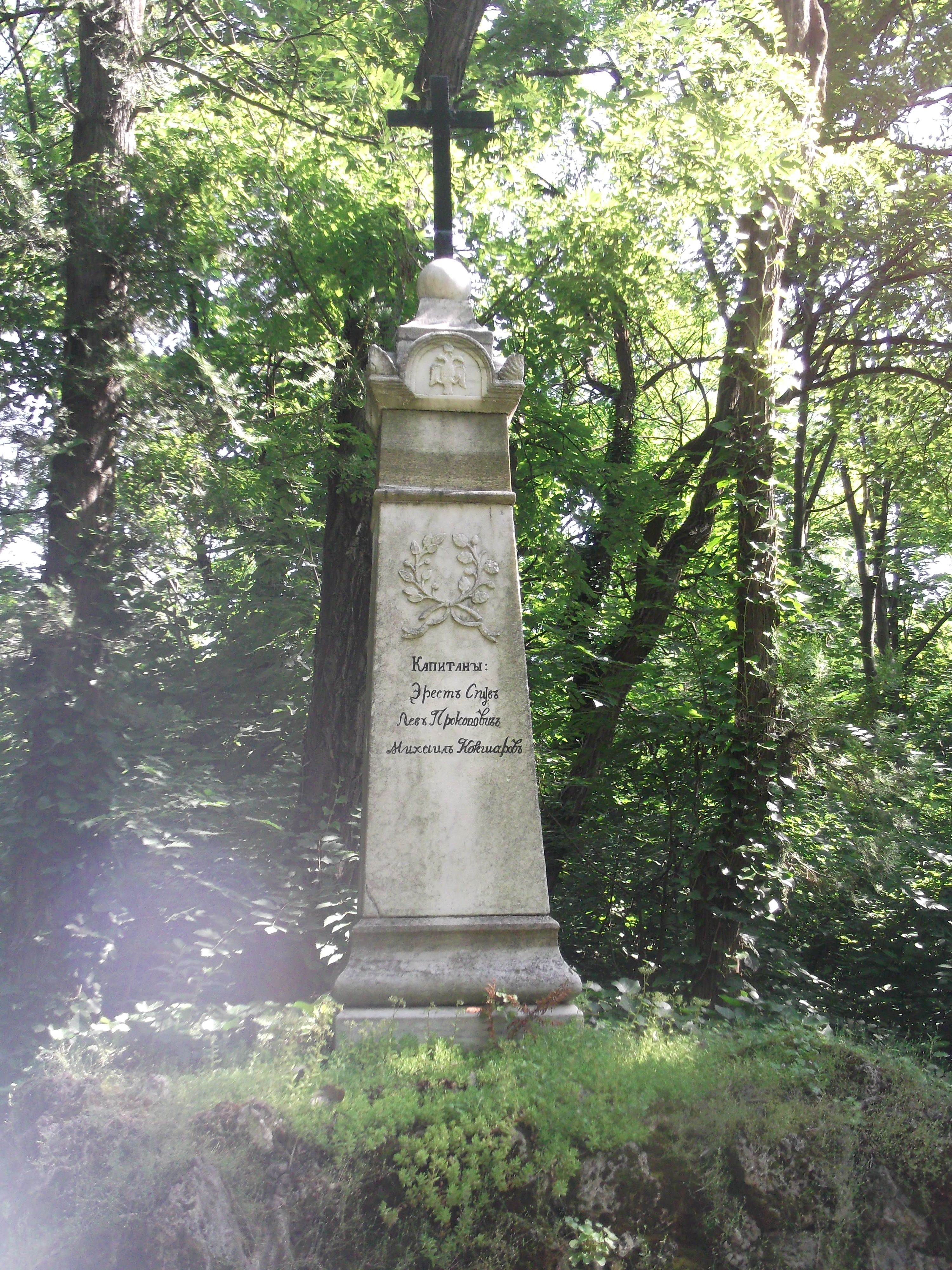
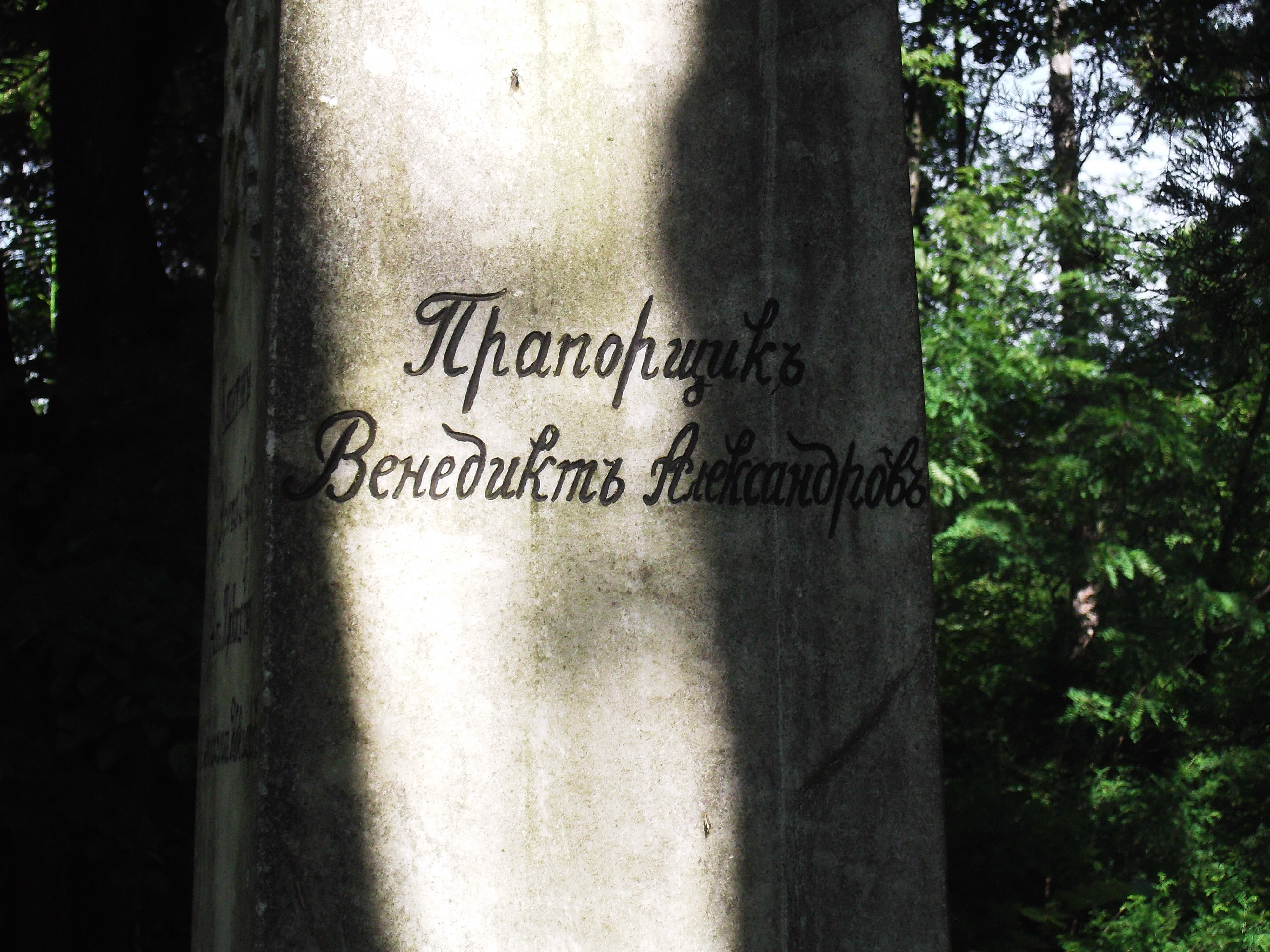
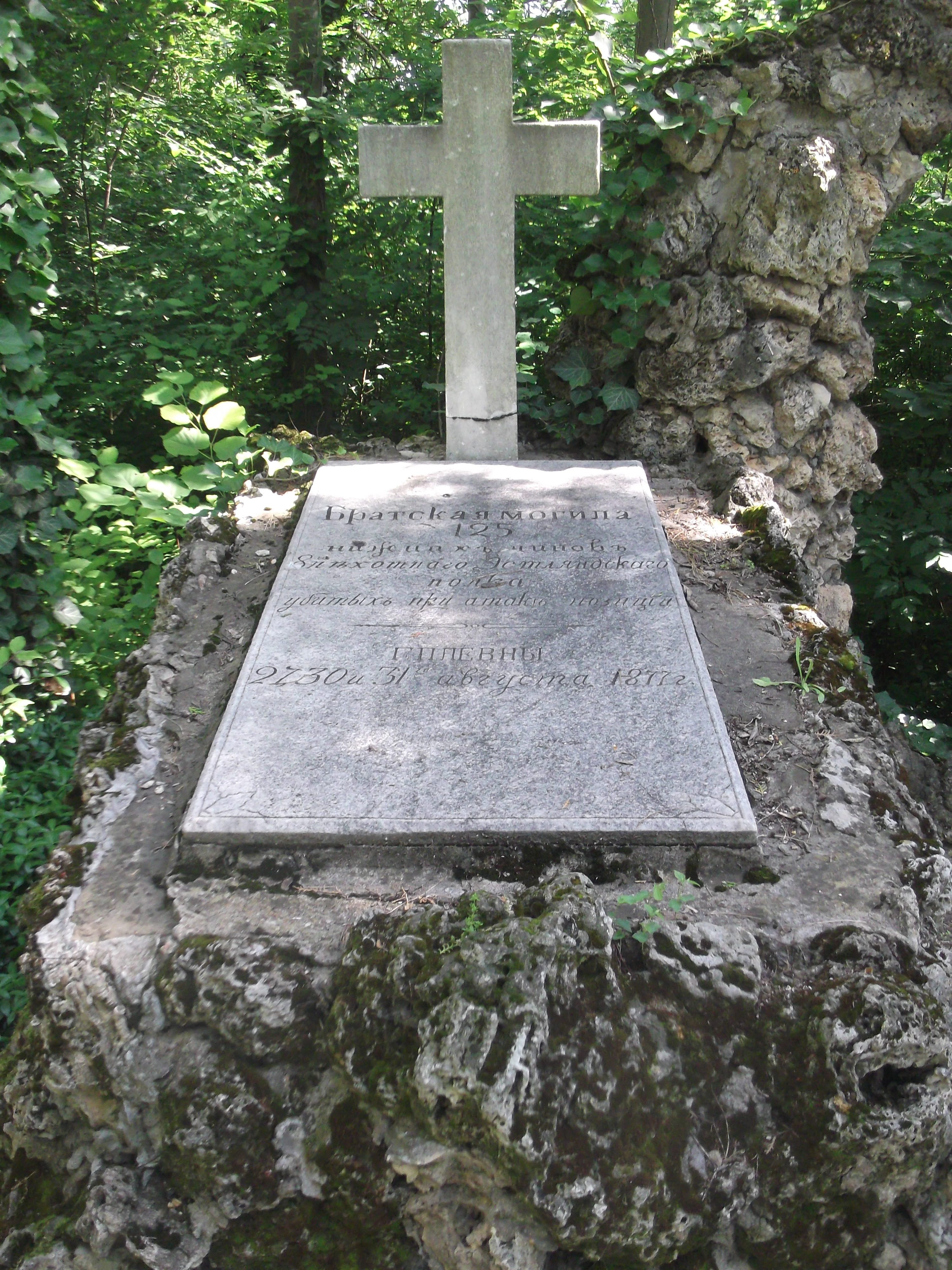
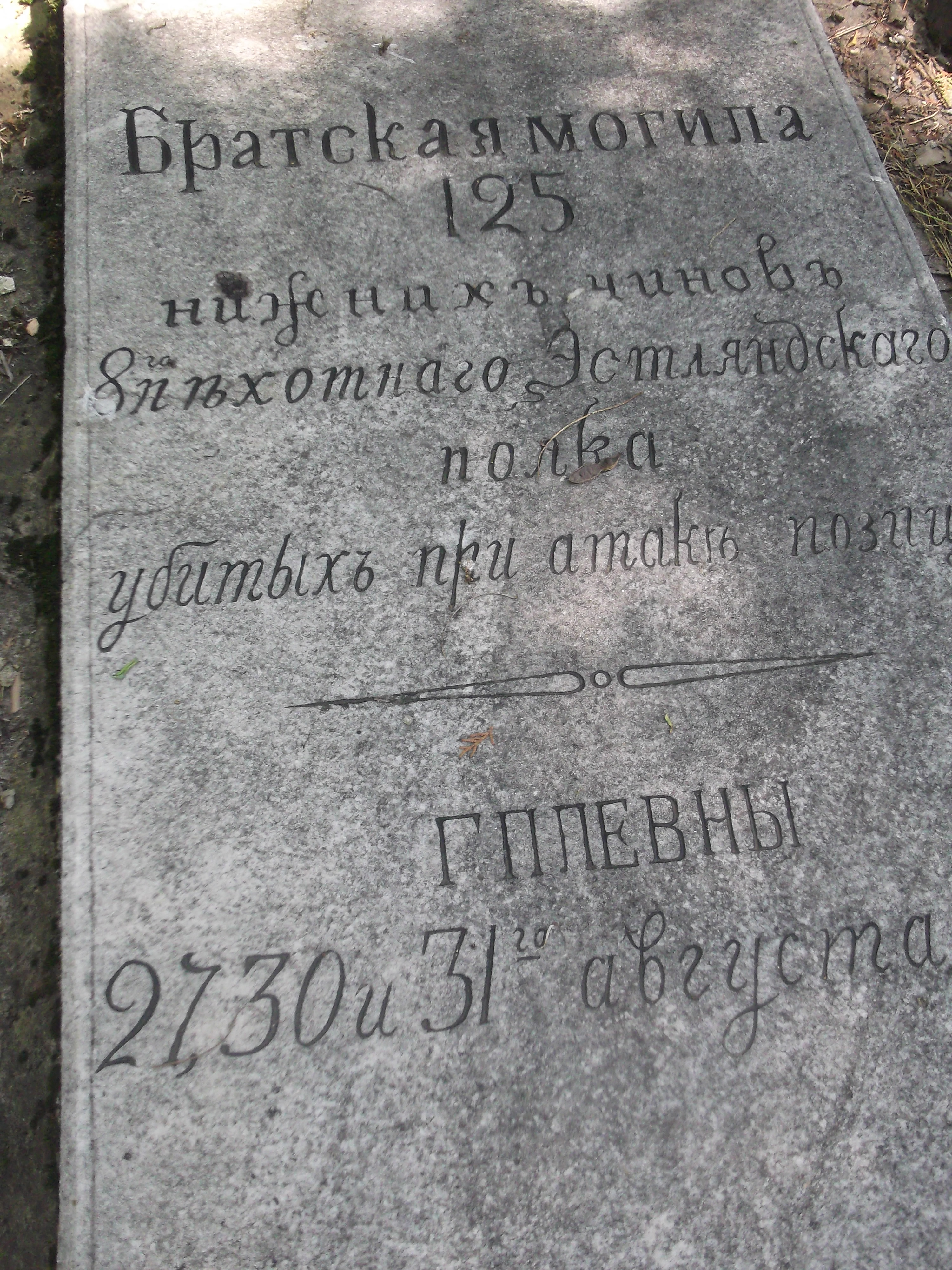
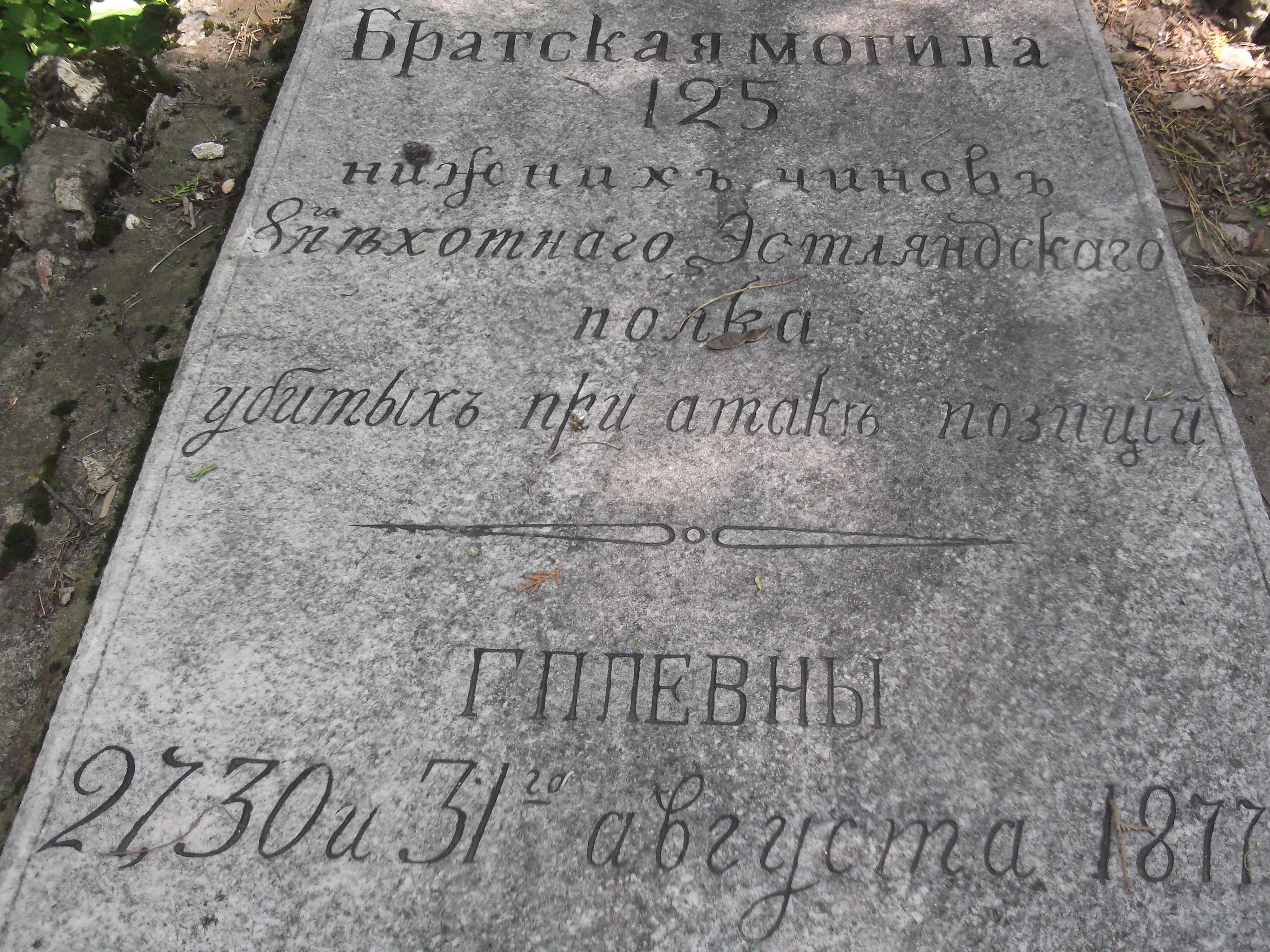
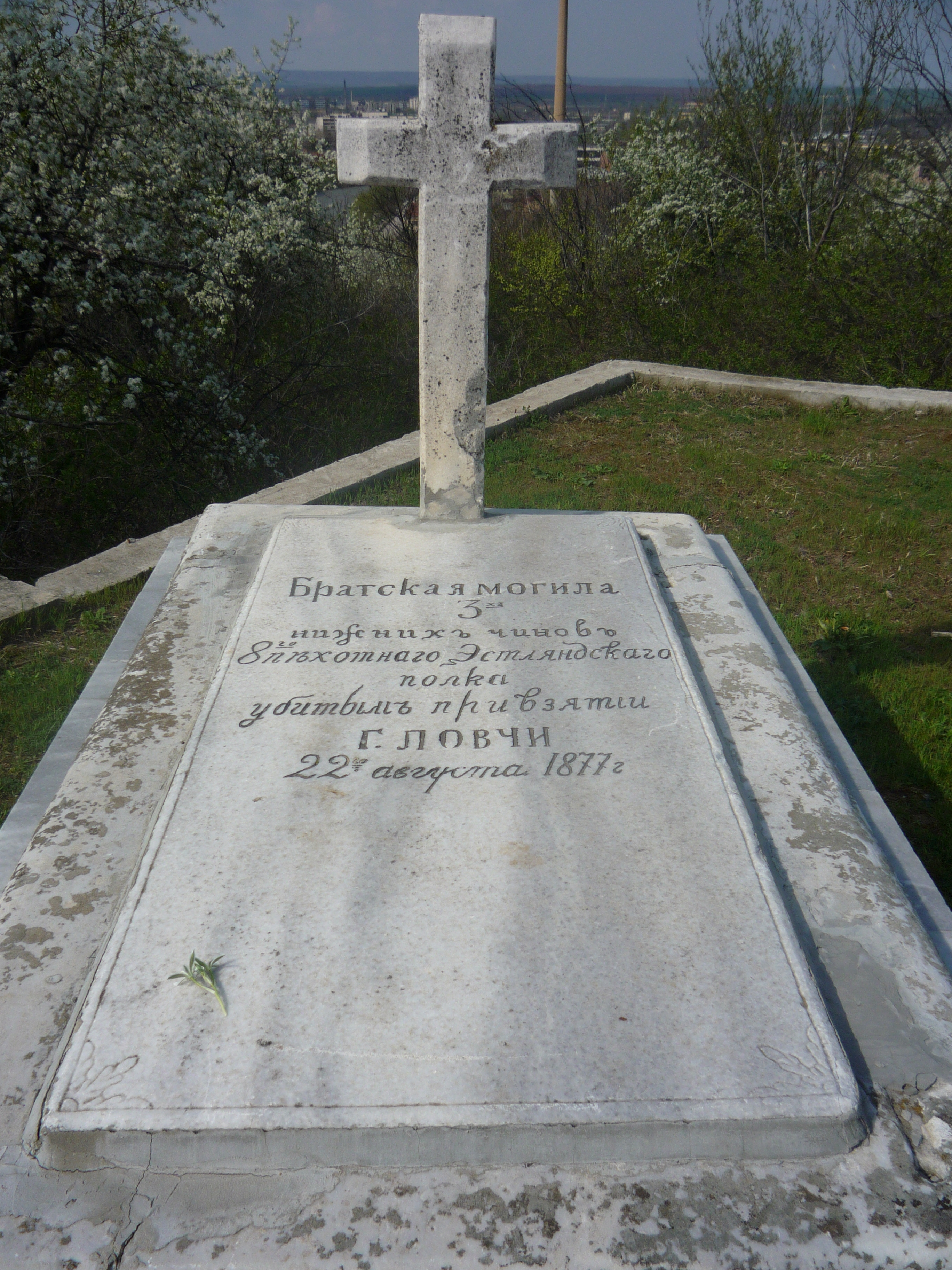